# Риба меч
Рибата меч (Xiphias gladius) е хищна риба от разред Бодлоперки (Perciformes). Горната челюст е силно източена, мечовидна, около една трета от дължината на тялото. Разпространена е в Атлантическия, Тихия и Индийския океан, както и в Средиземно море. В Черно море се среща рядко. Хайверът ѝ е плаващ. Обект на риболов.

## Описание и начин на живот
Тялото на тази едра хищна риба достига до 4,5 m дължина и до 650 кг тегло. Рибата меч има източена, торпедовидна форма и дълги плавници. Откъм гръбната си страна тя е черно-синя до тъмнокафява на цвят, а страните и коремът ѝ са сребристобели. Може да плува със скорост до 97 км/ч. Тя е отлично приспособена за хищен начин на живот.
Името си рибата дължи на мечовидния израстък, който фактически е силно източената и заострена горна челюст. Мечът на рибата е оръжието, с което тя най-често добива плячката си. Възрастните мечоносци нямат зъби. Те се хранят главно с главоноги мекотели, но рибата, като скумрия, херинга, лефер, сребърен хек, има голям дял в тяхната диета.
Обратно на общоприетото схващане, „меч“ не се използва като копие, но вместо това може да се използва за съкращаване на плячката си, за да нарани животното плячката си, да се направи за по-лесен улов.
Рибата меч се среща обикновено в открито море, далеч от бреговете, като най-често плува близо до повърхността, но по стомашното съдържание се съди, че може да се гмурка до 650 м. Тя често извършва далечни миграции, следвайки стадата риби, с които се храни.